# Canon PowerShot G12
Pour les articles homonymes, voir G12.
G11 G15
Le PowerShot G12 est un appareil photographique numérique compact fabriqué par Canon.
Sorti en octobre 2010, il est doté d'un écran articulé de 2,8 pouces, et son objectif grand angle équivalent 28-140 mm permet la prise de vue macro jusqu'à 1 cm de l'objectif.
Les images peuvent être enregistrées en mode JPEG ou RAW, et le G12 permet la prise de vidéo en mode HD avec son stéréo.